# 牛肉香精
牛肉香精，是一种食品添加剂，加入后的猪肉会在香味上接近牛肉。但是由于市面上牛肉价格高于猪肉，其往往会常被滥用谋取暴利。而中国市场上的一些牛肉香精（被大陆媒体称为“牛肉膏”）据称会致癌。
穆斯林及犹太教民都是不允许食用猪肉（因为是不洁的）的，穆斯林和犹太教民如果食用这种牛肉膏腌制出的“牛肉”的话，是触犯各自的教规的。